# Кошанов, Ерлан Жаканович
Ерла́н Жака́нович Коша́нов (каз. Ерлан Жақанұлы Қошанов; род. 14 августа 1962, с. Аксу-Аюлы, Джезказганская область, КазССР, СССР) — казахстанский государственный и политический деятель, председатель Мажилиса Парламента Республики Казахстан с 1 февраля 2022 года. С 26 апреля 2022 года возглавляет партию «Amanat».

## Биография
В 1984 году окончил Джезказганский филиал Карагандинского политехнического института по специальности «инженер-механик». Служил в рядах Советской армии. В 1991 году Высшую коммерческую школу при Академии внешней торговли СССР. В 1999 Казахскую государственную академию управления по специальности «экономист».
С 1986 по 1988 год работал слесарем, затем мастером обогатительной фабрики «Жезказганцветмет».
С 1988 по 1990 год — инструктор отдела рабочей и сельской молодежи, заведующий отделом социально-экономических проблем молодежи Жезказганского обкома ЛКСМ Казахстана.
С 1990 года — ведущий специалист, начальник отдела, заместитель председателя, председатель Жезказганского областного комитета внешнеэкономических связей.
В 1995—1999 годах — депутат Сената Парламента Республики.
С февраля 1999 по июнь 2003 года — представитель Правительства в Парламенте Республики Казахстан.
С ноября 2001 по июнь 2003 года — заместитель руководителя Канцелярии премьер-министра Республики Казахстан.
С июня 2003 по февраль 2006 года — вице-министр транспорта и коммуникаций Республики Казахстан.
С февраля 2006 по март 2007 года — председатель Комитета гражданской авиации Министерства транспорта и коммуникаций Республики Казахстан.
С 2007 по февраль 2012 года — заместитель руководителя Канцелярии премьер-министра — представитель Правительства в Мажилисе, Парламенте.
Со 2 февраля 2012 по март 2017 года — руководитель Канцелярии премьер-министра Республики Казахстан.
С 14 марта 2017 по 18 сентября 2019 года — аким Карагандинской области.
С 18 сентября 2019 по 1 февраля 2022 года — руководитель Администрации президента Республики Казахстан.
С 1 февраля 2022 года председатель Мажилиса Парламента Республики Казахстан.
Руководитель фракции партии «Amanat» в Мажилисе Парламента Республики Казахстан.
26 апреля 2022 года избран на пост председателя партии «Amanat».
29 марта 2023 года переизбран председателем Мажилиса VIII созыва.
Владеет казахским, русским, немецким языками.

## Семья
- Жена: Абауова Гульжан Мейрамовна
- Дети: две дочери: Мольдир, Алтынай[8]
- Свояк: Турганов, Дюсенбай Нурбаевич[9][10]

## Награды
- Орден «Барыс» 1 степени (2021);
- Орден «Парасат» (2013);[3].
- Орден «Курмет» (2007);[3].
- Награждён правительственными и юбилейными медалями Республики Казахстан.